# Yorgos Lamprinos
Yorgos Lamprinos (* 20. Jahrhundert) ist ein griechischer Filmeditor. Seit den frühen 2000er Jahre war er zunächst als Auszubildender und dann als Schnittassistent tätig, seit 2007 tritt er als eigenständiger Editor in Erscheinung. Mehrmals arbeitete er beginnend 2013 mit Regisseur Xavier Legrand zusammen.
Seine Arbeit an The Father (2020) brachte ihm mehrere Auszeichnungen und Nominierungen ein, so 2021 die Oscar-Nominierung für den besten Filmschnitt, in der gleichen Kategorie bei den British Academy Film Awards 2021 sowie bei den Critics’ Choice Movie Awards 2021. Er gewann den British Independent Film Award.
Bereits 2019 hatte er den César in der Kategorie Bester Schnitt für seine Arbeit an Nach dem Urteil (2017) erhalten. Im Sommer 2021 wurde Lamprinos Mitglied der Academy of Motion Picture Arts and Sciences.

## Filmografie (Auswahl)
- 2012: Le Capital
- 2013: Avant que de tout perdre
- 2014: Xenia – Eine neue griechische Odyssee (Xenia)
- 2017: Nach dem Urteil (Jusqu’à la garde)
- 2019: Auf der Couch in Tunis (Un divan à Tunis)
- 2020: The Father
- 2020: Should the Wind Drop (Si le vent tombe)
- 2022: The Son
- 2023: The Successor (Le Successeur)
- 2024: Constellation (Miniserie)
- 2024: The Assessment